# Jean Carlos da Silva
Jean Carlos da Silva (Videira, 12 de maio de 1982) é um maratonista brasileiro. 
Era mecânico de manutenção, praticava atletismo e taekwondo. Em 2003 passou a se dedicar apenas ao atletismo, treinando inicialmente por conta própria. Focava seus treinos na maratona, apesar de não ter experiência, até receber o convite do treinador Ricardo D'Angelo para integrar a equipe da BM&FBOVESPA, em 2006. De lá para cá, viu seus resultados melhorarem também em provas mais curtas, como os 5.000 m e os 10.000 m.
Integrou a delegação que disputou os Jogos Pan-Americanos de 2011 em Guadalajara, no México, chegando em nono lugar.

## Melhor marca pessoal[2]
- 1.500 m - 3min49s10
- 5.000 m - 14min20
- 10.000 m - 29min35
- Meia maratona - 1h04min40
- Maratona - 2h19min20

## Resultados importantes[2]
5.000 m
- Medalha de bronze nos Jogos Abertos do Interior/2009
- Medalha de prata nos Jogos Abertos do Interior/2007

10.000 m
- 4º no Brasileiro de Fundo em Pista/2008